# Municipio de Franklin (condado de Mercer)
El municipio de Franklin (en inglés: Franklin Township) es un municipio ubicado en el condado de Mercer en el estado estadounidense de Ohio. En el año 2010 tenía una población de 2285 habitantes y una densidad poblacional de 32,15 personas por km².

## Geografía
El municipio de Franklin se encuentra ubicado en las coordenadas 40°29′2″N 84°31′3″O / 40.48389, -84.51750. Según la Oficina del Censo de los Estados Unidos, el municipio tiene una superficie total de 71.07 km², de la cual 64,44 km² corresponden a tierra firme y (9,33 %) 6,63 km² es agua.

## Demografía
Según el censo de 2010, había 2285 personas residiendo en el municipio de Franklin. La densidad de población era de 32,15 hab./km². De los 2285 habitantes, el municipio de Franklin estaba compuesto por el 98,6 % blancos, el 0,04 % eran afroamericanos, el 0,22 % eran amerindios, el 0,39 % eran asiáticos, el 0,18 % eran de otras razas y el 0,57 % eran de una mezcla de razas. Del total de la población el 0,7 % eran hispanos o latinos de cualquier raza.